# Øivind Hordvik
Øivind Hordvik (* 2. Juni 1985 in Bergen) ist ein norwegischer Beachvolleyballspieler.

## Karriere
Hordvik spielte seine ersten FIVB-Turniere 2007 mit Trygve Leite. Beim Open-Turnier in Stare Jabłonki spielte er erstmals mit Bjørn Ingeborgrud. An der Seite von Kjell Arne Gøranson nahm er an der Weltmeisterschaft 2009 teil, schied jedoch als Gruppenletzter nach der Vorrunde aus. Anschließend bildete er bis 2011 ein neues Duo mit Iver Andreas Horrem. Hordvik/Horrem verpassten die Qualifikation für die Europameisterschaften 2009 und 2010 sowie für die Weltmeisterschaft 2011. Im August 2011 nahmen sie an der EM in Kristiansand teil, scheiterten aber in der Hauptrunde an den Niederländern Stiekema/Varenhorst.